# Lepidiota mansueta
Lepidiota mansueta är en skalbaggsart som beskrevs av Hermann Burmeister 1855. Lepidiota mansueta ingår i släktet Lepidiota och familjen Melolonthidae. Inga underarter finns listade i Catalogue of Life.